# Cueros Vélez
Cueros Vélez S.A.S. es una empresa colombiana de moda y marroquinería creada en 1986 en la ciudad de Medellín, Colombia, por Juan Raúl Vélez. Inicialmente la empresa comenzó con la fabricación de cinturones. Con el tiempo fue completando el resto del portafolio con calzado, bolsos y marroquinería. En 2009 se empiezan a construir plantas de producción que posibilitan la verticalidad del negocio. De esta forma con 4 plantas de producción y 1 de curtiduría, Vélez produce el 90% de sus artículos de manera interna. En 2016 se construyó por parte de la empresa, una de las plantas de cuero más modernas de Latinoamérica, que permite producir más de 30 000 pieles mensuales, en procesos amigables con el medio ambiente.

## Historia

### Inicios
Juan Raúl Vélez fundó Vélez en 1986. Empezó vendiendo cinturones de reata y algodón que cortaba a mano con tijeras. Vendía decenas de correas que cargaba y transportaba en bus hasta que adquirió una moto. Consiguió cada vez más clientes llegando a vender cientos de cinturones al día, hasta que llegó su primer cliente grande: Confecciones El Cid. Primero le encargaron 300 correas, posteriormente 500 y después 1500. Al cumplir con dichos encargos, le fue entregada la producción completa. En un principio solo eran Juan Raúl y su esposa los encargados de la producción y el diseño, pero la empresa creció rápidamente con los nuevos clientes; se hicieron préstamos, contrataron personal y crearon la primera planta de producción.
Posteriormente, los clientes empezaron a preguntar por otros productos para combinar con sus cinturones, de esta manera, se comenzó a diversificar el portafolio con nuevos artículos como zapatos y bolsos de cuero. De los sobrantes del cuero con el que se hacían los bolsos, se hicieron también billeteras y así fue creciendo el portafolio y la línea de producción. 
En 1994 se abrió la primera tienda de Vélez; para el año 2000 ya eran 23.
Ante el cierre de muchas curtiembres en Colombia, la empresa empezó a tener problemas para encontrar cueros de calidad. De esta manera, se tomó la decisión estratégica de construir una curtimbre propia, que fue inaugurada en 2016 y está ubicada en el municipio de Amagá, Antioquia; siendo una de las más modernas de Latinoamérica. En 2021 Vélez tenía más de 330 tiendas en 7 países. Actualmente tiene presencia en Colombia, Perú, El Salvador, Panamá, Costa Rica, Guatemala y México. También exporta cueros a distinto mercados del mundo como Italia y Australia

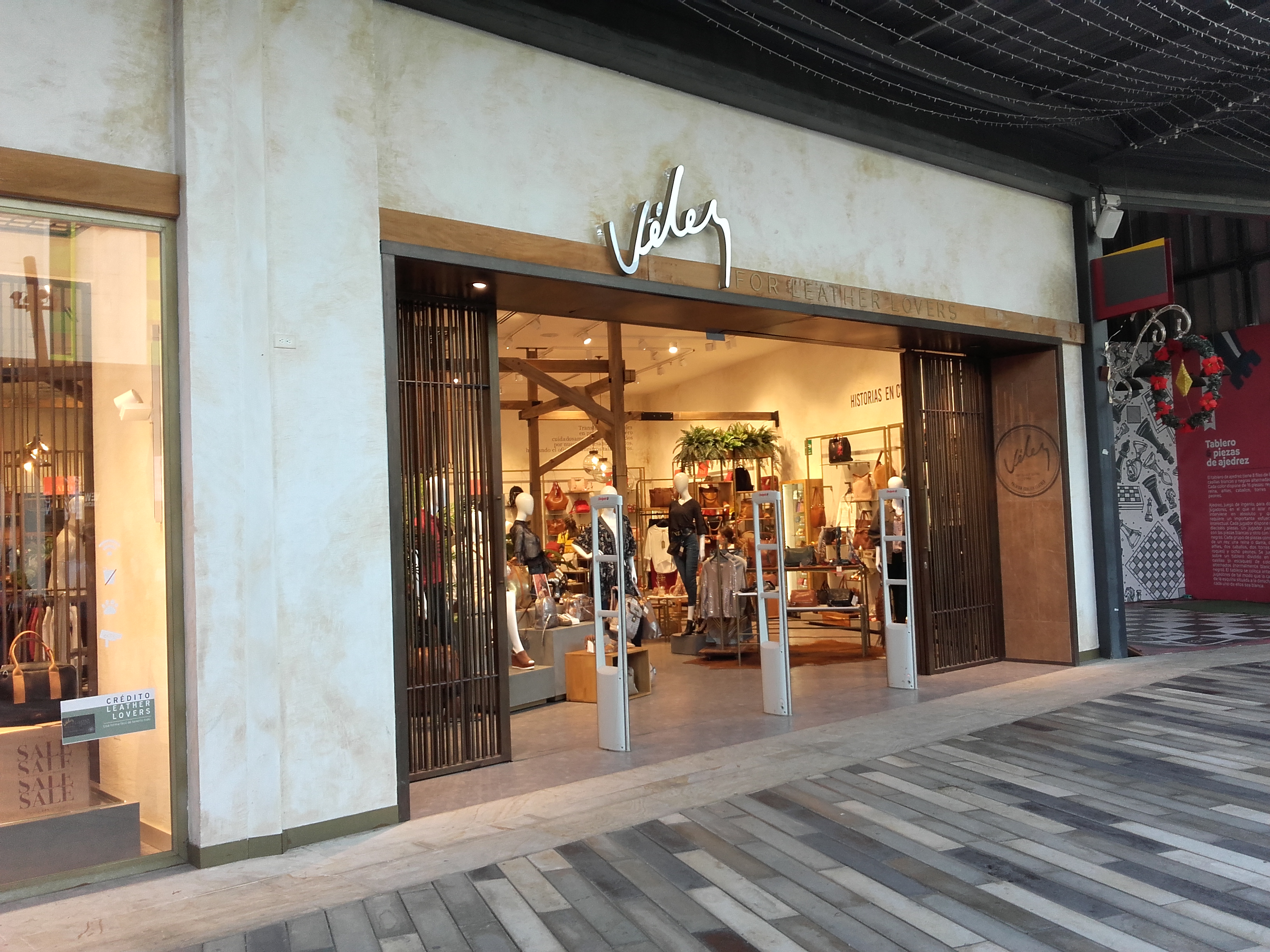
Tienda de Vélez

## Sostenibilidad
En el 2014 la empresa recibe una multa por 318 millones de pesos al comprobarse que vertió aguas residuales de su proceso sin tratar al río Medellin, provocando una emergencia ambiental. En su momento el Gerente de la Compañía reconoció que "afectaron el color de la quebrada".
En 2020 por segundo año consecutivo, Corantioquia, le entregó a la empresa el Sello de Sostenibilidad categoría AA. Este reconoce a Vélez como una empresa con prácticas diferenciadas enfocadas en el cuidado del medio ambiente. Para este proceso se contó con un equipo técnico calificado, que tuvo el apoyo del Centro Nacional de Producción Más Limpia, que evaluó a 48 empresas de 60 postuladas inicialmente, en criterios como producción sostenible, uso eficiente de recursos, reducción y manejo adecuado de residuos.
Vélez reutiliza el 90% de las sales de cromo que se usan en el curtido de la piel, evitando que llegue así a fuentes hídricas. Por otro lado, la planta de tratamiento procesa la totalidad de las aguas residuales, removiendo el 98% de los contaminantes. Además el 100% de los colorantes usados por la compañía son de origen vegetal, sus residuos son reutilizados más adelante en otros procesos. Solo en 2020, Vélez mejoró su eficiencia en el consumo de recursos para el tratamiento del cuero, y redujo un 45% el consumo de agua y un 30% el de energía comparado con 2019.